# Mas dels Frares (Constantí)
El Mas dels Frares és una obra de Constantí (Tarragonès) protegida com a Bé Cultural d'Interès Local.

## Descripció
Masia important, situada entre els Camins dels Abellons, de Sant Llorenç i d'Amoster, a la partida de Sant Llorenç. La terra és de vinyes i la masia té moltes sitges. En dividir la finca entre els germans es va bastir un nou edifici a no gaire distància del primitiu.

## Història
El mas posseeix un jardí davant la façana principal de força gràcia i presència, que actualment es troba força deteriorat.